# باشگاه فوتبال ایران‌جوان بوشهر
باشگاه فوتبال ایران جوان بوشهر که به اختصار جوان نیز نامیده می‌شود، یک باشگاه فوتبال حرفه ای در ایران است که به صورت رسمی در چهارم آبان ۱۳۲۷ در شهر بوشهر بنیان گذاری شد. ایران جوان یکی از باشگاه های پر هوادر و قدیمی فوتبال ایران محسوب می‌شود‌.
باشگاه ایران‌جوان در سال ۱۳۲۷ توسط مختار قنبری قلعه گیر و در ادامه حیدر بالنگستانی بنیان‌گذاری می‌شود (البته تیم جوان (ایران‌جوان) در سال ۱۳۱۴ هجری شمسی تشکیل شده و مشغول فعالیت بود و در ۴ آبان سال ۱۳۲۷ به صورت رسمی ثبت شد). با آمدن علی اکبر کبگانیان به باشگاه جوان، ایشان به جای مختار قلعه گیر سرپرستی و کاپیتانی تیم فوتبال جوان را بر عهده گرفت و همراه با سروان سلیمانی یک شکل جدید و سازمان یافته‌ای به باشگاه داده و هیئت مدیره‌ای از بزرگان شهر بوشهر را برای باشگاه جوان تشکیل می‌دهند. اولین اعضای هیئت مدیره ایران‌جوان عبارت بودند از آقایان عبدالحسین محمدیان، هوشنگ ملکمی، علی اکبر کبگانیان، سروان سلیمانی، عبدالمجید درخشانیان، غلامحسین دلاور، عین الملک، حمید مشفقیان، علی اکبر مشفقیان، حسن برازجانی، سید علی مصطفوی و هوشنگ میرزایی؛ و اولین بازیکنان تیم ایرانجوان اهالی محله کوتی بودند.
علی اکبر کبگانیان نزدیک به سه دهه به عنوان مرد همه‌کاره باشگاه ایرانجوان و سرمربی این تیم و تیم منتخب (کلنی) بوشهر مشغول بود و اولین شخصی می‌باشد که توپ فوتبال به صورت فعلی (بدون بند) و تور دروازه را وارد فوتبال بوشهر کرد. از ایشان به عنوان پدر فوتبال نوین بوشهر یاد می‌گردد.
حساسیت حکومت وقت روی کلمه جوان به خاطر تشکیلات حزب پان ایرانیست و حزب توده، باعث می‌شود  مسولان باشگاه جوان، واژه ایران را به عنوان پیشوند به آن اضافه نمایند و باشگاه جوان در سال ۱۳۳۳ به ایران جوان تغییر نام می‌دهد.
تأمین منابع مالی ایران‌جوان به سبک باشگاه‌های انگلیسی تا قبل از سال ۱۸۲۹ میلادی به وسیلهٔ خانواده های ثروتمندان بوشهر مانند خانواده محمدیان و ملکمی انجام می شد.
این باشگاه فوتبال چندین سال مسابقات جام تخت جمشید، لیگ آزادگان، دسته اول و دسته دوم و زیرگروه را تجربه کرده‌است.
از بهترین نتایج تیم ایران‌جوان می‌توان از برد ۶بر۲ مقابل استقلال تهران در جام حذفی سال ۶۷ و باخت ۵بر۰ مقابل پرسپولیس تهران در سال ۷۳ اشاره کرد.

## ورزشگاه
زمین فوتبال بوشهر قبلاً در محلی که امروز پاساژ ملت در آنجا قرار دارد واقع بود. بدون جایگاه و بدون سکوهای تماشاچی و فاقد هرگونه امکانات. همین امر سبب شد که آقای سیار با کمک امام جمعهٔ وقت سید هاشم عدنانی و با همکاری فرماندار وقت مهندس علیمراد زند ورزشگاه شهید بهشتی بوشهر را به ثبت برسانند. از آن زمان تا اکنون همواره ورزشگاه ورزشگاه شهید بهشتی بوشهر میزبان بازیهای خانگی ایران‌جوان بوده است.

## مربیان
عبدالرحیم خرمزی 
رضا نظر زاده
مهدی کریمیان 
حسن اشجاری

## بازیکنان
فهرست بازیکنان باشگاه فوتبال ایران‌جوان در فصل ۰۳–۱۴۰۲ به شرح زیر است:
| شماره |       | نقش       | بازیکن             |
| ----- | ----- | --------- | ------------------ |
| ۱     | ایران | دروازه‌بان | سید ارمین هاشمی    |
| ۲     | ایران | مدافع     | مهدی زارعی         |
| ۳     | ایران | مدافع     | محمد رضا میمدی     |
| ۴     | ایران | مدافع     | رضا ماهینی         |
| ۷     | ایران | هافبک     | حسین ماهینی        |
| ۸     | ایران | هافبک     | علیرضا تکین        |
| ۹     | ایران | هافبک     | معراج پورتقی       |
| ۱۰    | ایران | هافبک     | محمد پولادی        |
| ۱۴    | ایران | هافبک     | عرفان شریفیان      |
| ۱۷    | ایران | مهاجم     | مهدی نجات          |
| ۱۸    | ایران | مهاجم     | محمد رضا بازیار    |
| ۱۹    | ایران | مهاجم     | امیرحسین زنده بودی |
| ۲۱    | ایران | مدافع     | بهنام نظرزاده      |
| ۲۲    | ایران | دروازه‌بان | علیرضا بختیاری فرد |
| ۲۳    | ایران | مدافع     | محمدرضا اجاقی      |
| ۲۴    | ایران | مدافع     | امیر حسن بادره     |
| ۳۰    | ایران | مهاجم     | نادر محمد نژاد     |
| ۳۲    | ایران | هافبک     | محمد مهدی قاسمی    |
| ۳۳    | ایران | مهاجم     | حمید نوری          |
| ۴۴    | ایران | مدافع     | محمد مجرد          |
| ۶۰    | ایران | مدافع     | مصطفی سلگی         |
| ۶۶    | ایران | مهاجم     | روح اله ممسنی      |
| ۶۹    | ایران | هافبک     | نیما ظفریان        |
| ۷۳    | ایران | مدافع     | حسین بازیاری       |
| ۷۷    | ایران | دروازه‌بان | رضا سرتلی          |
| ۸۰    | ایران | مهاجم     | هادی علوی          |
| ۸۸    | ایران | مهاجم     | امیر عباس منصوری   |
| ۹۹    | ایران | هافبک     | مرتضی حدادی        |
|       |       |           |                    |
|       |       |           |                    |
|       |       |           |                    |

### بازیکنان برجسته
- حسین ماهینی
- مهدی طارمی
- مهدی قایدی
- عزت‌الله پورغاز
- دانیال ماهینی
- فونیکه سی
- محمد دانشگر

## نشان‌واره باشگاه
نشان‌واره، آرم یا لوگوی ایران‌جوان در طول تاریخ این باشگاه دست‌خوش تغییراتی شده‌است اما این تغییرات اندک بوده و باعث شده تا لوگوی باشگاه اصالت خود را حفظ کند.

## باشگاه‌های خواهرخوانده
- استقلال تهران[۲][۳]

## مؤسسین و مدیران باشگاه ایران جوان
- مختارقلعه گیر
- حیدر بالنگستانی
- علی اکبر کبگانیان (پدر فوتبال نوین بوشهر)
- سروان سلیمانی
- محمد عصفوری
- هوشنگ میرزایی
- پرویز قوسی
- محمدرضا سملیان
- علی وزیری
- حمید چاهی بخش
- عبدالمجید چاهی بخش
- جعفر پور کبگانی
- عبدالمجيد رجبي
- رضا فرهمندنیا